# San Pedro Yólox
San Pedro Yólox là một đô thị thuộc bang Oaxaca, México. Năm 2005, dân số của đô thị này là 2758 người.